# Ога
Ога (男鹿市 Ога-ши) је град смештен на северу Тохоку регије у Јапану.
Од маја 2015, процењено је да град има популацију од 29,318 и густину становништва од 122 човека по km². Цела област је била 240,80 km2 (92,97 sq mi).
Велики део града се налази у оквиру Оге Куаши-Националног парка.

## Локација
Ога се налази на Ога Пенинсули у северозападној Акити, окружена Јапанским морем до севера, запада и југа.

### Суседне општине
- Префектура Акита
  - Огата, Акита
  - Митане, Акита
  - Катагами, Акита

## Историја
Област данашње Оге је била део древне провинције Дева, под влашћу Сатаке клана током Едо периода, који је владао облашћу Кубота под влашћу Токугава шогуната.
Ога, као модерни град, је изграђен 31. марта 1954. интеграцијом града Фунагаваминато са четири суседна села (сва из Минамиакита регије).
Марта 22. 2005, град Ваками (из Минамиакита регије) је интегрисана у Огу.

## Економија
Економија Оге се базира на риболову и агрикултури.

## Едукација
Ога има седам основних школа, четири средње школе и две високе школе.

## Локалне атракције
- Нидосаки светионик – један од "50 светионика Јапана"

## Култура
Ога је позната по Намахаге фестивалу, традиционалном догађају који се одржава на Новогодишњој вечери у којем се групе мушкараца облаче као божанства налик огрима звани "Намахаге" са маскама и мантилима од сламе посећујући куће ноћу.

## Галерија
- Камо лука
- Средња школа у Оги
- Црвени светионик
- Полицијска станица у Оги
- Пристаниште Фунагаве и цетралног дела Оге
- Огаминато болница